# Strada statale 377 delle Grotte
La ex strada statale 377 delle Grotte (SS 377), ora strada provinciale 237 delle Grotte (SP 237) in provincia di Bari e strada provinciale ex SS 377 Mottola-Noci (SP ex SS 377) in provincia di Taranto,  è una strada provinciale italiana che attraversa il territorio delle Murge meridionali. Prende il nome dalle grotte di Castellana, facilmente raggiungibili dalla strada stessa.

## Storia
La strada statale 377 venne istituita nel 1962 con il seguente percorso: "Innesto SS16 a Monopoli - Castellana - Putignano - Noci - Innesto con la SS100 a Mottola".

## Percorso
La strada ha inizio a Monopoli, dove storicamente si innestava sul tratto ormai dismesso della strada statale 16 Adriatica all'interno del centro abitato. Esce dalla città in direzione sud-ovest, supera il nuovo tracciato della SS 16 e procede fino a raggiungere Castellana Grotte dove incrocia la ex strada statale 634 delle Grotte Orientali, ora SP240 delle Grotte Orientali.
Il tracciato continua in direzione sud-ovest verso Putignano (dove incrocia la strada statale 172 dei Trulli e più avanti la SP106 in direzione Gioia del Colle) e poi in direzione sud verso Noci, evitata in variante, incrociando la ex strada statale 604 di Alberobello.
La strada sconfina quindi nella provincia di Taranto giungendo a Mottola dopo aver incrociato la strada statale 100 di Gioia del Colle.
In seguito al decreto legislativo n. 112 del 1998, dal 2001 la gestione è passata dall'ANAS alla Regione Puglia, che ha provveduto al trasferimento dell'infrastruttura al demanio della Provincia di Bari e della Provincia di Taranto per le tratte territorialmente competenti.